# Hartmut Scherzer
Hartmut Scherzer (* 13. Juni 1938) ist ein deutscher Sportjournalist.

## Leben
Scherzer wurde als Boxer 1956 hessischer Juniorenmeister im Leichtgewicht. Bereits als Schüler war er Mitarbeiter der Sportredaktion der Frankfurter Rundschau und ab 1958 auch des deutschsprachigen Dienstes der US-amerikanischen Nachrichtenagentur United Press International (UPI). Nach dem Abitur begann er an der Goethe-Universität Frankfurt am Main ein Studium der Philosophie. 1959 und 1960 gewann er die deutsche Hochschulmeisterschaft im Boxen (Halbweltergewicht). Eigener Aussage nach habe er als Boxer Talent gehabt und sei gut im Training gewesen, „aber dem Kampf selbst war ich psychisch nicht gewachsen“, so Scherzer.
Scherzer brach das Studium ab und war ab Mai 1960 fest bei United Press International angestellt. Dort lernte er seine spätere Ehefrau Barbara kennen, mit der er zwei Töchter bekam.
Er arbeitete bis zum Jahresende 1972 für United Press International, verfasste neben Berichten in deutscher auch Artikel in englischer Sprache. Scherzer wechselte zur Frankfurter Zeitung Abendpost/Nachtausgabe und wurde dort Leiter der Sportredaktion. Diese Tätigkeit übte er bis zur plötzlichen Einstellung des Blatts im Dezember 1988 aus. Anschließend wurde Scherzer als freier Journalist tätig, unter anderem für die Frankfurter Allgemeine Zeitung, die Wochenzeitungen Die Zeit und Der Spiegel, die Luzerner Zeitung, die Main-Post, Tagesspiegel, Tages-Anzeiger, Hamburger Abendblatt, Weser Kurier, Stuttgarter Zeitung, Badische Zeitung, Rheinische Post, Die Presse, Aachener Zeitung, Abendzeitung und Südkurier.
Scherzer pflegte unter anderem freundschaftliche Beziehungen zu den Boxern Gustav „Bubi“ Scholz und Muhammad Ali. Von Scholz habe er gelernt, dass Journalismus nicht ende, „wenn Freundschaft beginnt. Nähe und Kritik schließen sich nicht aus“, so Scherzer.
Er berichtete ab 1964 von 21 Olympischen Spielen, ab 1962 von 16 Fußball-Weltmeisterschaften und von 33 Tour-de-France-Austragungen. Als Boxfachmann begleitete er unter anderem die Karrieren von Muhammad Ali, George Foreman, „Bubi“ Scholz, Karl Mildenberger, Joe Frazier, Mike Tyson, Henry Maske, Graciano Rocchigiani sowie der Klitschko-Brüder. In seinem 2020 erschienenen Buch „Welt Sport – 60 Jahre Erlebnisse einer Reporter-Legende“ schreibt Scherzer über wichtige Sportereignisse, denen er als Berichterstatter beiwohnte, sowie Persönlichkeiten des Sports, über die er während seiner beruflichen Laufbahn schrieb.
2023 veröffentlichte Scherzer das Buch „Kämpfer für die Freiheit - Sport und Krieg“, für dessen Erstellung er 85-jährig unter anderem trotz Krieg in die ukrainische Hauptstadt Kiew gereist war, um die Klitschko-Brüder zu befragen.
1996 erhielt er die Auszeichnung „Sportreporter des Jahres“, 2005 wurde ihm vom Fußballweltverband FIFA die Jules-Rimet-Auszeichnung verliehen.